# Wspólnota administracyjna Grünsfeld
Wspólnota administracyjna Grünsfeld – wspólnota administracyjna (niem. Vereinbarte Verwaltungsgemeinschaft) w Niemczech, w kraju związkowym Badenia-Wirtembergia, w rejencji Stuttgart, w regionie Heilbronn-Franken, w powiecie Main-Tauber. Siedziba wspólnoty znajduje się w mieście Grünsfeld, przewodniczącym jej jest Alfred Beetz.
Wspólnota administracyjna zrzesza jedno miasto i jedną gminę wiejską:
- Grünsfeld, miasto, 3 703 mieszkańców, 44,72 km²
- Wittighausen, 1 701 mieszkańców, 32,36 km²